# Bankszámla
A bankszámla a bank által ügyfelei részére, a bankkal lebonyolított pénzügyi műveletről számlaszerűen vezetett elszámolás, számlapénz. A bankszámlák az ügyfelek fajtái szerint különbözők lehenek, így például takarékszámla, napi pénzforgalom bonyolítására szolgáló folyószámla, illetve bizonyos határidőre lekötött betétszámlák, esetleg célbetétek.
A pénzforgalom lebonyolítására (pénz elhelyezésére, felvételére, lekötésére és utalására) alkalmas nyilvántartás pénzintézeti szolgáltatás, amely bankszámlaszerződéssel vehető igénybe. Egyenlege negatív is lehet, tehát a számlatulajdonos automatikusan (kényszer)hitelhez juthat, ha a számlanyitáskor a szerződő felek ebben megállapodnak.
A bankszámlákat többnyire a 20. század dereka óta elektronikus formában vezetik. Így a pénz elszakad a materiális formájától és csupán elektronikus jelként tárolódik. Ez a pénzfajta jóval kevesebb előállítási költséggel rendelkezik, mint a hagyományos készpénz.

## Típusai
Funkció szerint:
- folyószámla, amely elsődlegesen pénzforgalom lebonyolítására szolgál, ezenfelül az elszámolási számlával ellentétben rendelkezik hitelkerettel.
- betétszámla, amely a megtakarítások őrzésére, kezelésére való, általában bizonyos ideig tartó lekötéssel
- hitelszámla, ami a banknál kötött kölcsönszerződéshez kapcsolódik
- egyéb elkülönített célú számlák, mint például fedezeti számla, letéti számla stb.[2]

Tulajdonos szerint:
- lakossági
- vállalkozói
- vállalati
- egyéb (önkormányzati, nonprofit, alapítványi stb.)

## Pénzforgalmi és lakossági bankszámla
Pénzforgalmi bankszámlának minősül a pénzforgalomról, a pénzforgalmi szolgáltatásokról és az elektronikus fizetési eszközökről szóló 232/2001. (XII. 10.) Kormányrendeletben foglaltaknak megfelelően nyitott bankszámla.
Ha a bankszámlaszerződés nem rendelkezik kifejezetten arról, hogy a bankszámlát pénzforgalmi bankszámlaként nyitották meg, akkor a bankszámlát lakossági bankszámlának kell tekinteni. Lakossági bankszámla ellen azonnali beszedési megbízást kizárólag bírósági végrehajtási eljárás keretében lehet benyújtani – hacsak  a kötelezett ehhez külön hozzá nem járult írásban.

## Bankszámlanyitás
Bankszámlát több módon is lehet nyitni, személyesen a választott pénzintézet fiókjában, vagy online. A számlanyitásnál be kell mutatni a személyes dokumentumokat is, a személyi igazolványt és a lakcímkártyát is. A diákoknak diákigazolvány, nyugdíjasoknak nyugdíjas igazolvány bemutatására is szükségük lehet.
Általában különböző számlacsomagok közül lehet választani, attól függően, hogy mire szeretnénk használni a számlát. A számlacsomaghoz tartozó kedvezmények különböző feltételekhez lehetnek kötve, ami jelenthet többek között rendszeresen érkező, meghatározott jövedelmet vagy aktív bankkártya használatot is.

## Bankszámlaszám
A bank által kiadott ügyfél azonosító szám, hivatalosan pénzforgalmi jelzőszám, mely 16 vagy 24 számjegyből áll.
A Magyarországon használt bankszámlaszámok egységes felépítésűek. Az első számnyolcas az ún. fiókkód: a számlaszám első 3 számjegye a bank kódja, amelyet a Magyar Nemzeti Bank (MNB) ad meg, ez után egy négyjegyű fiók-azonosító következik, amelyről a hitelintézetek döntenek, végül egy ellenőrző szám jön, melynek képzési szabályát egy MNB-rendelkezés írja elő.
Nemzetközi pénzforgalomban az IBAN- és a SWIFT-kódokat is használják.

## Negatív bankszámla egyenleg
Az ügyfél bankszámlájának mínuszba fordulása esetén az ügyfél tartozik a banknak, melyre a bank általában kamatot számít fel.

## Bankszámlakivonat
A bank az ügyfél számláján egy meghatározott időszak során bekövetkezett tranzakciókról készített hiteles értesítése. A bankszámlakivonat tartalmazza az ügyfél számlaszámát, a jóváírási és terhelési tételeket, azok könyvelési dátumát, továbbá a bank által felszámított díjakat, költségeket, illetve a fizetett/jóváírt kamatokat. A bankszámlakivonat tartalmazza az időszak végén aktuális egyenleget is.